# Kramarzówka (wieś)

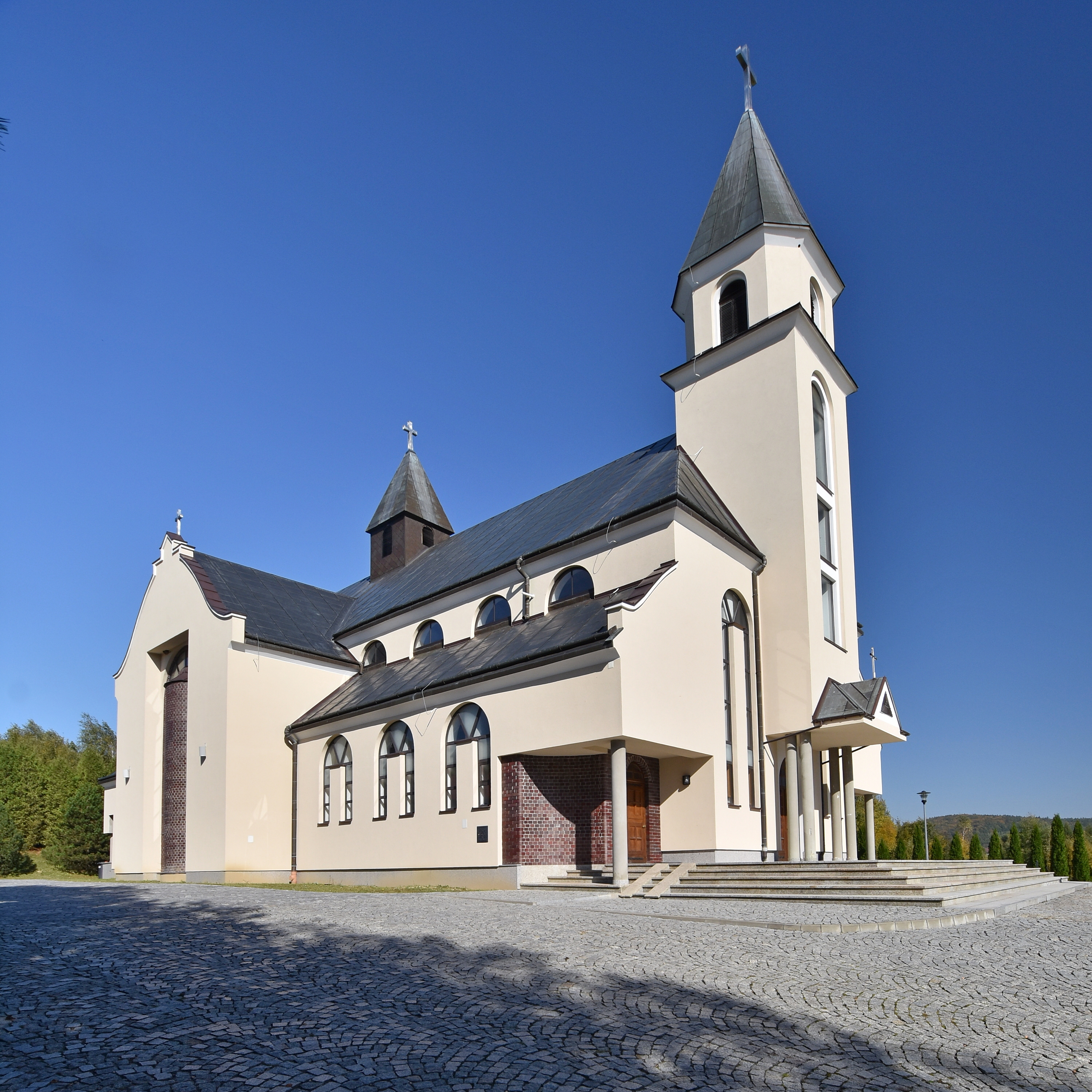
Kościół parafialny

Kramarzówka – wieś w Polsce położona w województwie podkarpackim, w powiecie jarosławskim, w gminie Pruchnik.
W latach 1954–1961 wieś należała i była siedzibą władz gromady Kramarzówka, po jej zniesieniu w gromadzie Pruchnik. W latach 1975–1998 miejscowość administracyjnie należała do województwa przemyskiego.
Wieś położona jest wśród wzgórz Pogórza Dynowskiego w górnej części doliny Mleczki.

## Części wsi
| SIMC    | Nazwa       | Rodzaj     |
| ------- | ----------- | ---------- |
| 0608204 | Babice      | część wsi  |
| 0608300 | Helusz      | przysiółek |
| 0608210 | Kąty        | część wsi  |
| 0608227 | Obucz       | część wsi  |
| 0608233 | Osiny       | część wsi  |
| 0608240 | Prosna      | część wsi  |
| 0608256 | Przylaski   | część wsi  |
| 0608262 | Rączy Potok | część wsi  |
| 0608279 | Zagroby     | część wsi  |
| 0608285 | Zakącie     | część wsi  |
| 0608291 | Zaokówka    | część wsi  |

## Historia
W XIV wieku na prawie wołoskim założono Prosnów, na którego gruntach przed 1470 rokiem lokowano Kramarzówkę, nazwaną tak od nazwiska Kramarza drugiego męża Elżbiety Pileckiej. W XVII wieku Prosnów występował już zwany jako Dolna Kramarzówka, a z czasem połączył się z górną częścią wsi. Wieś należała kolejno do: Pruchnickich, Rozborskich, Starzechowskich, Domaradzkich, Humnickich, Stawscy, Krasiccy, Niesiołowscy, Fredrowie, Sobieszczańscy, Gorzkowscy, Smulscy (1779–1832), Aleksander Brześciański (1823–1848), hr. Włodzimierz Dzieduszycki, Klementyna Szembekowa, hr. Jan Szembek.
W górnej części wsi znajduje się zabytkowa murowana cerkiew greckokatolicka z 1790 z oddzielną dzwonnicą z XVII w. Po wysiedleniu Ukraińców w 1947 wykorzystywana była jako kościół. Po drewnianym kościele z 1921 pozostała tylko drewniana dzwonnica (została rozebrana wraz z tym kościołem), a na jego miejscu stanął budowany w latach 1997–2000 nowy kościół pw. Opatrzności Bożej według projektu Romana Orlewskiego.
W 2018 na terenie wsi odkryto złoża gazu, szacowane na około 10-12 mld metrów sześciennych.